# 憎弄蝶屬
憎弄蝶屬（學名：Zenis）是弄蝶科弄蝶亞科中的一個屬。物種分佈於新熱帶界。

## 物種
- 憎弄蝶 Zenis jebus (Plötz, 1882)
- 小憎弄蝶 Zenis minos (Latreille, 1824)